# Columbia (Nowy Jork)
Columbia – miasto w Stanach Zjednoczonych, w stanie Nowy Jork, w hrabstwie Herkimer.